# Iskushuban
Iskushuban (ook: Skushuban of Isku Shuban; Italiaans: Scusciuban; Arabisch: يـسـكـوشـوبـان) is een plaats in in de semi-autonome staat Puntland in noordoostelijk Somalië. Het is de hoofdplaats van het district Iskushuban in de Darror/Dharoor-vallei in de gobolka (regio) Bari.
Het inwoneraantal is onduidelijk; een bron noemt 7000 inwoners (in 2000); een andere bron noemt slechts 2526 inwoners (in 2013); een derde bron ten slotte noemt 5759 inwoners (zonder jaartal). De bewoners behoren grotendeels tot de Leelkase-Darod clan.
Het is een oude koningsstad met restanten van een citadel (fort). Niettemin is er slechts één - onverharde - straat. Er is een lagere school. Iets ten noorden van het stadje ligt een klein vliegveld, eigenlijk meer een airstrip, met een onverharde landingsbaan van 2338 m lengte (IATA vliegveldcode: CMS. Locatie: 10° 18′ 53″ NB, 50° 12′ 13″ OL).
Iskushuban is bekend vanwege zijn seizoensgebonden waterval, de op een na grootste in het land, na die van Lamadaya in de noordelijke regio Sanaag. De waterval komt uit in een langgerekt meer in de Dharoorvallei. Iskushuban en het meer vormen een pittoreske oase in een woestijnachtige omgeving.

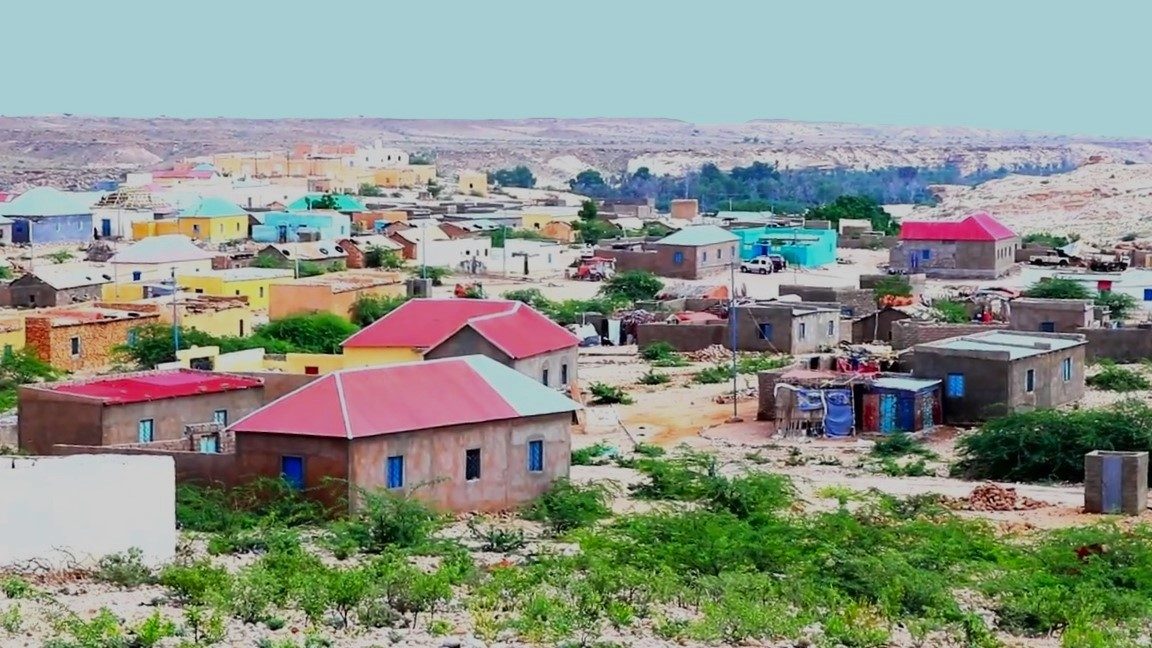
Zicht op Iskushuban
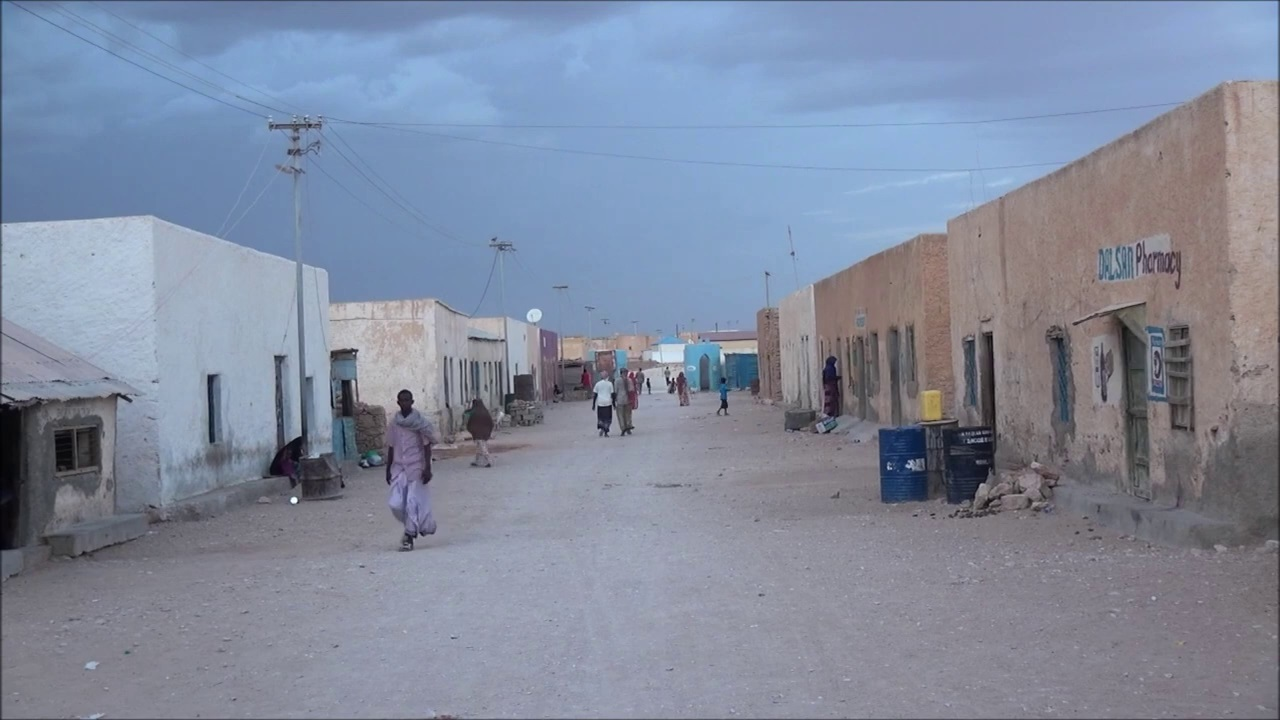
Hoofdstraat
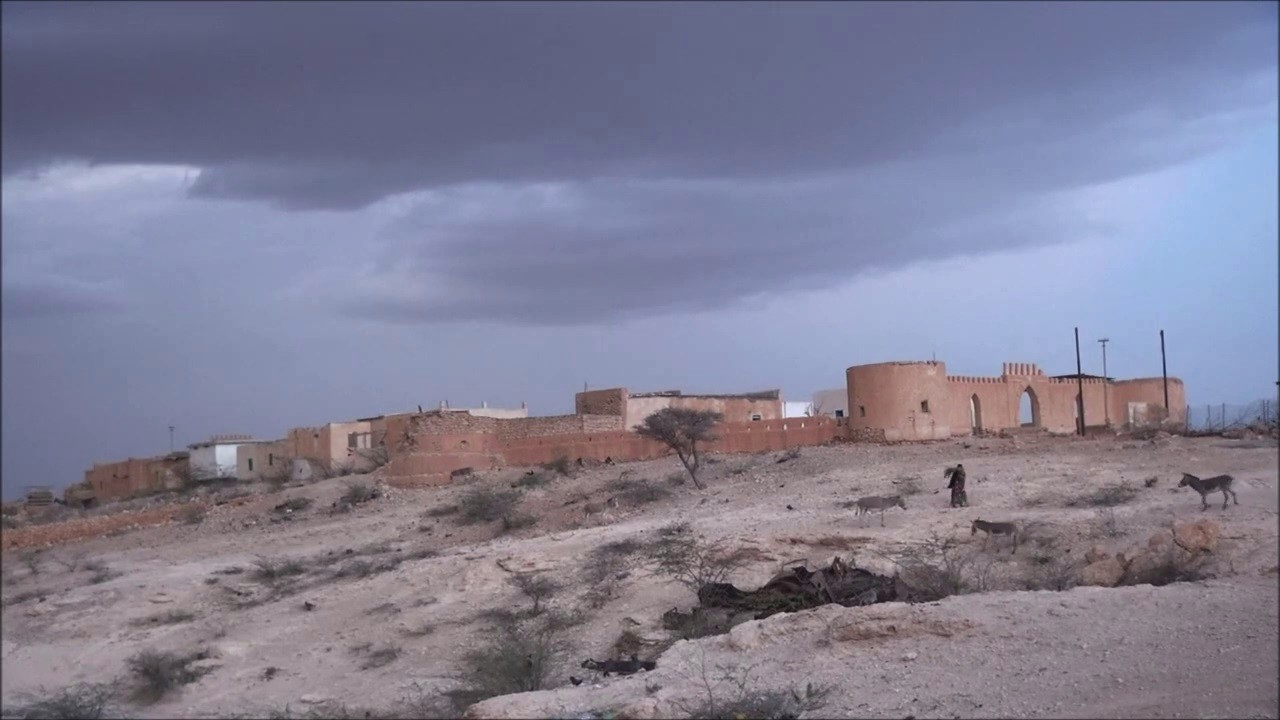
Het fort/de citadel

## Olie
De Dharoorvallei bevat mogelijk aardolie. In de vallei heeft de Puntlandse regering concessies uitgegeven van 14.384 km2 aan het Amerikaanse bedrijf Range Resources. Iskushuban ligt binnen dit zogenaamde Dharoor-blok. Een eerste put, Shabeel-1, werd geboord in januari 2012 door Horn Petroleum als operator, een onderdeel van het Canadese Africa Oil Corp., met als partners Range Resources en Red Emperor Resources. Horn Petroleum heeft een belang van 60% in het zgn. Production Sharing Agreement van het Dharoor-blok; Range Resources en Red Emperor Resources beiden 20%. Vanwege Iskushuban's nabijheid tot deze boorput werd het stadje in maart 2012 door Somalia Online uitgeroepen als de op twee na beste plaats in Somalië om te investeren (na Garowe en Bosaso). Aanvankelijk leken de resultaten ook bemoedigend. Op een diepte van 1660 meter werden lagen zand en schalie aangetoond met een actief petroleumsysteem en met een potentiële pay zone van 12 à 20 m dikte. De aanwezigheid van olie en/of gas kon echter niet worden aangetoond. Nadat verder werd geboord tot een diepte van 3470 m werd het boren opgeschort 'voor toekomstige tests'. Niet lang daarna werd enkele kilometers verder de Shabeel North-1-put geboord, tot een diepte van 3945 m. Daarbij doorboorde men eveneens 149 m van afwisselende lagen zand en schalie, die evenwel geen olie of gas bleken te bevatten. Een dag na de aankondiging van dit resultaat verloor Red Emperor Resources de helft van zijn beurswaarde. Er vonden daarna geen verdere exploratieboringen in het Dharoor-blok plaats.